# Stretch (película de 2014)
Stretch es una película de comedia criminal estadounidense de 2014 escrita y dirigida por Joe Carnahan y protagonizada por Patrick Wilson, Ed Helms, James Badge Dale, Brooklyn Decker, Jessica Alba y Chris Pine. Wilson interpreta al personaje principal, un chófer de limusina en apuros que encuentra su vida en peligro después de recoger a un misterioso millonario (Pine).
Originalmente, la película estaba programada para estrenarse en cines en los Estados Unidos el 21 de marzo de 2014. Sin embargo, solo un mes antes de la fecha, Universal Pictures la retiró de su programación, antes de distribuirla a través de video bajo demanda el 14 de octubre de 2014.

## Reparto
- Patrick Wilson como Kevin "Stretch" Brzyzowski, un conductor de limusina con mala suerte y aspirante a actor endeudado con una pandilla mexicana.[3]
- Chris Pine como Roger Karos, un excéntrico millonario buscado por el FBI. Pine no fue acreditado por el papel.[3]
- Ed Helms como Karl, un exitoso conductor de limusinas que se quitó la vida. Aparece como una alucinación para Stretch.[3]
- Jessica Alba como Charlie, recepcionista de la empresa de limusinas Stretch y uno de sus pocos amigos.[4]
- James Badge Dale como Laurent, un agente del FBI que intenta capturar a Karos.[5]
- Brooklyn Decker como Candace, la exnovia de Stretch.[3]
- Ben Bray como Ignacio, un corredor de apuestas al que Stretch le debe dinero.
- Randy Couture como Jovi, un chófer rival.
- Matt Willig como Boris, el temible hermano de Jovi y conductor de una grúa.
- Shaun Toub como Nasseem, el jefe de Stretch.

Ray Liotta, David Hasselhoff, Norman Reedus y Shaun White aparecen como ellos mismos. Christopher Michael Holley interpreta a Caesar, un portero que tiene un altercado con Stretch. Jason Mantzoukas interpreta a Manny, un ayuda de cámara. Keith Jardine hace acto de presencia como portero.

## Producción
El rodaje comenzó en julio de 2013.

## Estreno
Originalmente, la película debía estrenarse en cines en los Estados Unidos el 21 de marzo de 2014. El 21 de enero de 2014, Universal Pictures canceló el estreno de la película en marzo, en lo que The Hollywood Reporter llamó "un movimiento aparentemente sin precedentes". El productor de la película, Jason Blum, no pudo interesar a otros distribuidores en la película, por lo que recurrió a Universal Pictures, quienes no estaban dispuestos a gastar los 20 a 40 millones de dólares que se necesitarían para promocionar y estrenar la película en cines.
La película se estrenó en iTunes y Amazon.com el 7 de octubre de 2014, antes de ser lanzada vía VOD el 14 de octubre de 2014. Para coincidir con el estreno bajo demanda de la película, los realizadores lanzaron un video detrás de escena que muestra a los dos protagonistas, Wilson y Decker, repasando la mecánica de filmar una escena de sexo en la película. Este comunicado recibió la atención de los medios.